# 국제해적당
국제해적당(영어: Pirate Parties International)은 저작권법과 특허권법의 개혁을 주장하는 해적당의 국제 조직이다. 2006년에 당시 존재하던 해적당의 느슨한 결합의 형태로 조직이 생겨났다. 2010년 4월 벨기에 브뤼셀에서 공식적으로 창립했으며, 현재 22개 회원 정당이 소속되어 있다.

## 조직의 목표
해적당 정관에 목적을 다음과 같이 규정하고 있다.
"국제해적당은 해적당의 창당을 돕고, 지지 지원하며, 전 세계 해적당간의 소통과 협력을 지속시키기 위해 존재한다."
국제해적당은 협력을 통해 해적당 운동의 인지도를 높이고, 확산, 단결을 꾀하며, 정보 공유와 신규 해적당의 창당을 지원하려는 목적을 가지고 있다.
당은 저작권법과 특허권법의 개혁을 위해 노력한다. 그외에 인터넷과 현실 생활 모두에서 시민의 사생활 보호와 국가 행정의 투명화도 요구하고 있다.

## 역사
2006년 스웨덴에서 해적당이 생긴 후 처음에는 유럽 전역에서 후에는 전 세계적으로 해적당이 생겨났다. 그해에 이미 전 세계 해적당들의 느슨한 네트워크 조직이 생겨났다. 2007년 6월에는 스웨덴과 네덜란드, 오스트리아, 독일, 폴란드, 스페인, 아일랜드, 덴마크, 핀란드 해적당의 대표들이 오스트리아 빈에 국제 회의를 개최하고 첫 만남을 가졌다. 2008년에는 베를린과 웁살라에서 다음 국제회의를 개최했다. 웁살라 회의에서는 앤드류 노턴(미국)을 국제해적당의 조정담당자로 선출하고, 웁살라 선언을 채택했다.
2009년 초에 헬싱키에서 모임을 갖고, 8월에 패트릭 뫼흘러(Patrick Mächler, 스위스)와 사미르 알리오위(Samir Allioui,네덜란드)를 대표로하는 코어팀을 설치했다. 2009년 10월부터 비정부단체(NGO)의 형태로 벨기에에 소재지를 두고 활동하고 있다.
2010년 4월 16-18일 브뤼셀에서 개최된 국제회의에서 국제해적당이 공식적으로 발족했으며, 22개 회원 정당이 참여했다.. 다음 국제회의는 2011년 12-13일 독일의 프리드리히스하펜에서 개최될 예정이다.

## 구조

### 집행위원회
국제해적당의 집행위원회는 2인의 공동대표와 1인의 재정담당, 1인의 사무총장, 3인의 일반 집행위원으로 구성되어 있다.
- 공동대표: 제리 웨이어, 그레고리 엔젤스
- 재정담당: 니콜라스 샬크비스트
- 사무총장: 요하킴 묀크
- 일반 집행위원: Jakub Michále, Bogomil Shopov, Aleksandar Blagojevic

### 회원 정당
22개 정당이 정회원으로 참여하고 있고, 1개 정당이 회원가입신청을 해 놓은 상태다. 3개 단체는 옵저버로 참가하고 있다.

#### 정회원
| 국가           | 정당명                | 정당명(원어)                       |
| -------------- | --------------------- | ---------------------------------- |
| 네덜란드       | 네덜란드 해적당       | Piratenpartij Nederland            |
| 덴마크         | 해적당 (덴마크)       | Piratpartiet                       |
| 독일           | 독일 해적당           | Piratenpartei Deutschland          |
| 러시아         | 러시아 해적당         | Пиратская Партия России            |
| 루마니아       | 해적당 (루마니아)     | Partidul Piratilor                 |
| 룩셈부르크     | 룩셈부르크 해적당     | Piratepartei Lëtzebuerg            |
| 벨기에         | 벨기에 해적당         | Pirate Party Belgium               |
| 불가리아       | 해적당 (불가리아)     | Piratska Partija                   |
| 브라질         | 해적당 (브라질)       | Partido Pirata                     |
| 세르비아       | 세르비아 해적당       | Piratska Partija Srbije            |
| 스위스         | 스위스 해적당         | Piratenpartei Schweiz              |
| 스페인         | 스페인 해적당         | Partido Pirata Español             |
| 영국           | 영국 해적당           | Pirate Party UK/Plaid Mor-leidr DU |
| 오스트리아     | 오스트리아 해적당     | Piratenpartei Österreichs          |
| 오스트레일리아 | 오스트레일리아 해적당 | The Pirate Party of Australia      |
| 아일랜드       | 아일랜드 해적당       | Pirate Party of Ireland            |
| 이탈리아       | 이탈리아 해적당       | Partito Pirata Italiano            |
| 체코           | 체코 해적당           | Česká pirátská strana              |
| 카자흐스탄     | 카자흐스탄 해적당     | Қазақстан Қарақшылар Партиясы      |
| 포르투갈       | 포르투갈 해적당       | Partido Pirata Português           |
| 프랑스         | 해적당 (프랑스)       | Parti Pirate                       |
| 핀란드         | 해적당 (핀란드)       | Piraattipuolue                     |

카탈로니아 해적당은 가입 신청서를 낸 상태다.

#### 옵저버
- 국경없는 해적
- 독일 바이에른주 해적당
- 독일 헤센주 해적당